# Pacaembu (barrio de São Paulo)
Pacaembu o Pacaembú es un barrio de clase alta ubicado en el distrito de Consolação (perteneciente a la subprefectura de Sé) y en el distrito de Perdizes (perteneciente a la subprefectura de Lapa) en las zonas oeste y central de la ciudad de São Paulo, Brasil.
Limita con los barrios de Barra Funda, Perdizes, Sumaré, Higienópolis y Cerqueira César. 
Tiene como vía principal la Avenida Pacaembu la que une el barrio con Barra Funda y la Marginal Tietê así como con la zona de la Avenida Paulista. Tiene servicio de la línea 2 - Verde del metro en la Estación Clínicas.

## Historia

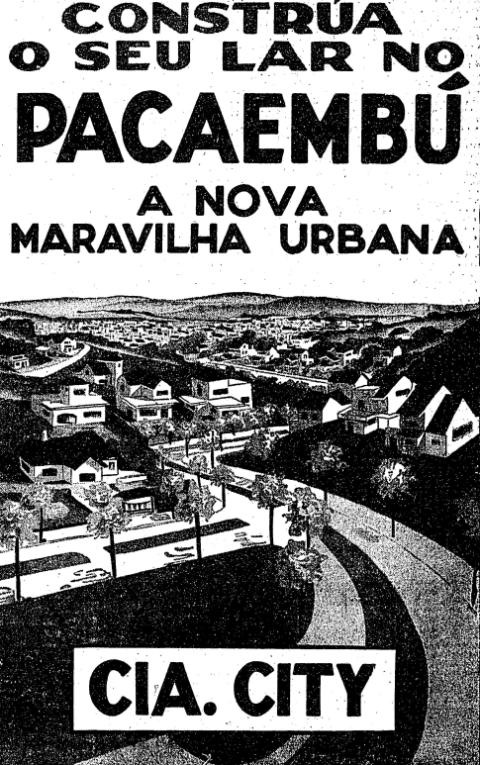
Anuncio publicado en 1937 en el periódico O Estado de S. Paulo

Su historia se remonta al siglo XVI cuando la Sesmaria do Pacaembu fue donada a los jesuitas por Martim Afonso de Sousa. En esa época los jesuitas la subdividieron en tres partes: Pacaembu de Cima, Pacaembu do Meio y Pacaembu de Baixo. Los religiosos resolvieron catequizar a los indios de la zona. Para ello, se establecieron en varias aldeas de la región. Una de ellas se situaba cerca de un riachuelo que sufría inundaciones con frecuencia. Era paã-nga-he-nb-bu, o sea, Pacaembu que, en lengua indígena tupí-guaraní, significaba "lodazal" o "tierras inundadas".
Otra interpretación etimológica del término, sin embargo, apunta al significado "rio de los pacamaos" ((Lophiosilurus alexandri), a través de la fusión de los términos tupís paka'mu   e  'y (río).
Según el tupinólogo Eduardo de Almeida Navarro, "Pacabembu" es oriundo de la lengua tupí antigua, con el significado de "arroyo de las pacas", a través de la fusión de paka (paca) y 'yemby (arroyo).
Como la mayoría de los barrios paulistanos, se formó gracias a una lotización de diversas propiedades rurales. Una de ellas fue el "Sitio de Pacaembu". Con el pasar de los años, el lugar aislado y cubierto de vegetación fue dividido en pequeñas chacras donde se cultivaba, mayormente, té.
Entre el barrio de Pinheiros y el futuro Pacaembu, se creó en 1887 el Cementerio de Araçá, importante necrópolis del municipio que alberga mausoleos de la élite paulistana.
En 1912, la empresa inglesa City of São Paulo Improvements and Freehold Company Limited adquirió los terrenos. Una de esas áreas sería el futuro barrio de Pacaembu. La empresa anunciaba la creación de barrios basados en elos principios básicos de la ciudad jardín, causando revuelo entre los paulistanos. Por el hecho mismo de que el barrio se situaba en un valle, la City enfrentó diversos desafíos como lo accidentado del terreno y dificultades de lógistica y transporte en una época en la que aún se utilizaban burros de carga.

... barrio más bello y aristocrático de São Paulo, orgullo de la capital paulista.
Periódico "A Capital" del 25 de marzo de 1913

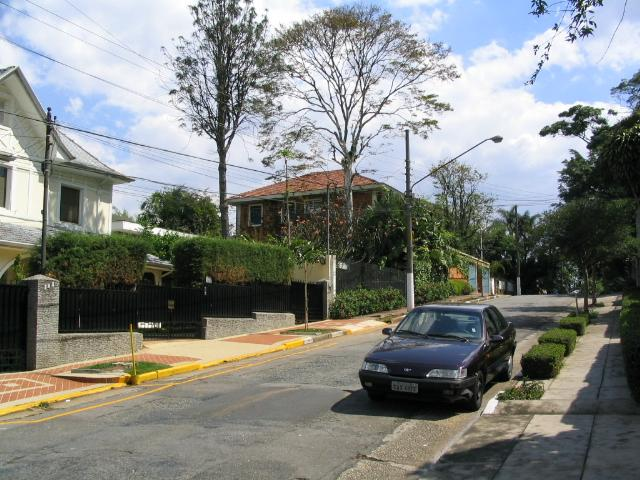
Residencias del barrio. Hay una baja densidad poblacional debido a la horizontalidad del barrio.

Por tratarse de un proyecto arquitectónico ambicioso, inédito en la ciudad y mucho mayor que el pionero Jardim América, fue inicialmente detenido por la Cámara Municipal. Con la aprobación de los órganos municipales, el proyecto fue retomado en 1925, cuando la Cia. City comenzó la lotización y urbanización de la zona. Las primeras modificaciones fueron la canalización del arroyo Pacaembu, la formación de la primera vía del barrio, la Avenida Pacaembu, además del drenaje y relleno de grandes superficies.
El barrio fue proyectado de acuerdo con el modelo de la ciudad jardín, a través de calles de trazado sinuoso y grandes áreas con jardines. Hubo también mejoras en electrificación y saneamiento. Diez años más tarde, hubo una intensa campaña para la venta de los terrenos recién creados. Es importante resaltar que el poder público colaboró con algunas de esas mejoras. Así como en Jardim América, el barrio atrajo ricos comerciantes, industriales y barones de café y empezaron a aparecer mansiones construidas bajo la supervisión de la compañía.

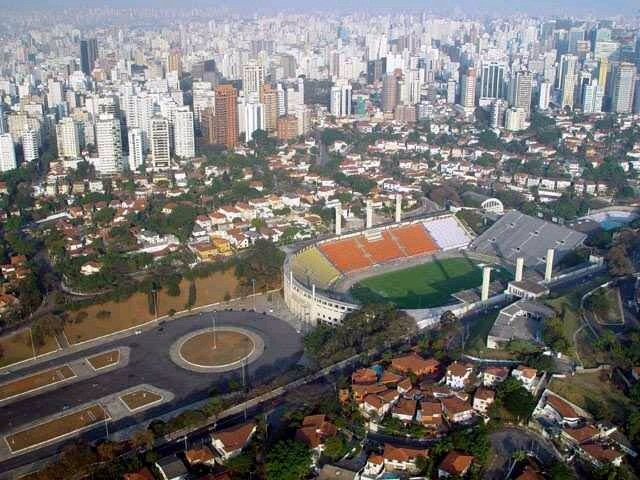
Estádio Municipal Paulo Machado de Carvalho

En 1935, la empresa inglesa donó al poder público un terreno de 75 000 metros cuadrados para la construcción del Estádio Municipal Paulo Machado de Carvalho (más conocido por su nombre antiguo, Estádio Municipal do Pacaembu). Proyectada por la Companhia Severo e Villares, la obra fue concluida en 1938 y fue inaugurada el 27 de abril de 1940, con la presencia del entonces presidente de la República, Getúlio Vargas, que fue recibido con estruendosos abucheos por parte de los paulistas. En esa época fue el mayor estadio de América Latina. Cuatro años más tarde, una parte significativa de los terrenos del barrio fue comprada, convirtiéndose en una de las zonas preferidas por la alta sociedad paulistana.
A partir de la década de 1970, algunas de sus vías tomaron un carácter comercial y de servicios como fue el caso de la Avenida Pacaembu. En el año de 1991, fue declarado patrimonio por el 
No ano de 1991, foi tombado pelo Consejo de Defensa del Patrimonio Histórico, Arqueológico, Artístico y Turístico, debido a la intensa arborización de las calles y plazas públicas, a la gran superficie de suelo permeable y a su baja tasa de densidad poblacional. Este decreto evitó cambios en sus calles y modificaciones en las estructuras de las edificaciones, entre otras especificaciones minuciosas.

## Actualidad

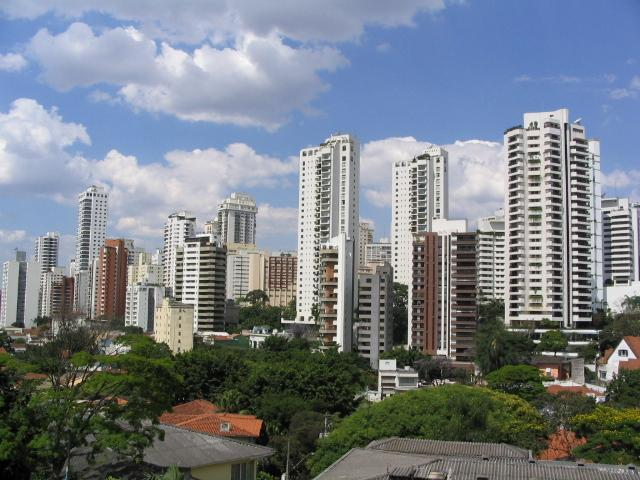
Una posible verticalización del barrio preocupa a los "pacaembuenses"

Pacaembu es uno de los barrios más valorizados de la ciudad y es residencia de habitantes de clases media-alta y alta. Los precios de los inmuebles varían entre 600 mil y 6 millones de reales. Esta clasificado por el Consejo Federal de Corredores de Inmuebles como "Zona de Valor A" al igual que otros barrios de la ciudad como Higienópolis, Jardim América y Moema.
Posee una población parroquial, representada por la "Asociación Viva Pacaembu por São Paulo" y por la "Asociación de Residentes y Amigos de Pacaembu, Perdizes e Higienópolis", que defienden los intereses de sus residentes. Estas organizaciones no gubernamentales luchan contra los posibles cambios en las resoluciones que declararon la zona como patrimonio, la construcción de establecimientos educativos, la verticalización del barrio  contaminación lumínica, eventos en el estadio Pacaembu, y hasta quieren influir en el destino mismo del estadio.
En la calle Angatuba se localiza el Nacional Clube, en una mansión del antiguo banquero Orozimbo Octavio Roxo Loureiro, justo al frente de la antigua hacienda de té Wanderley (hoy, Fundación de la Facultad de Medicina de la Universidad de Sao Paulo).
En el barrio se creó uno de los bocadillos más apreciados por los brasileños: el Brigadeiro.
Como habitantes figuran personalidades reconocidas de la capital: Ruy Mesquita (1925 - 2013), jurista, periodista; Antônio Sílvio da Cunha Bueno (1918 - 1981), abogado, político, empresario; Cássio Egídio de Queirós Aranha (1899 - 1976), jurista, político; Guilherme de Almeida (1890 - 1969), jurista, poeta, periodista; Dener Pamplona de Abreu (1936 - 1978), diseñadora de moda; Sergio Buarque de Holanda (1902-1982), historiador y exgobernadores del Estado de São Paulo: el empresario Laudo Natel (1920 - 2020) y el fiscal Luíz Antônio Fleury Filho (1949 - 2022).